# (9391) 1994 PH1
(9391) 1994 PH1 là một tiểu hành tinh vành đai chính. Nó được phát hiện bởi Robert H. McNaught ở Đài thiên văn Siding Spring ở Coonabarabran, New South Wales, Australia, ngày 14 tháng 8 năm 1994.